# Nermin Haskić
Nermin Haskić (Banovići, 1989. június 27. –) bosznia-hercegovinai válogatott labdarúgó.

## Nemzeti válogatott
2011-ben debütált a bosznia-hercegovinai válogatottban.

## Statisztika
| Bosznia-hercegovinai válogatott | Bosznia-hercegovinai válogatott | Bosznia-hercegovinai válogatott |
| Időszak                         | Mérk.                           | gól                             |
| ------------------------------- | ------------------------------- | ------------------------------- |
| 2011                            | 1                               | 0                               |
| Összesen                        | 1                               | 0                               |